# Gösta Fahlman
Gösta Hjalmarsson Fahlman, kallad Gösta Fahlman, född den 27 september 1921 i Sandarne, död den 27 december 2001 i Hilo i Hawaii, var en svensk dykare, undervattensfotograf och militär.

## Biografi
Åren 1952–1953 genomgick dåvarande löjtnant vid kustartilleriet Gösta Fahlman en specialkurs i lätt dykning för kommandosoldater hos amerikanska flottans Underwater Demolition Team (UDT), föregångare till Navy SEAL (Sea Air Land), i San Diego i USA.
År 1954 deltog han vid den första marina VM-trekampen i Livorno i Italien där han blev världsmästare samma år.
Fahlman  startade och ledde Örlogsflottans första dykarutbildning som numera kallas för attackdykning. Han var pionjär inom dykning och var en av de första att skriva en handbok i ämnet.
År 1955 blev Fahlman chef för marinförvaltningens dykeri- och bärgningsdetalj och innan dess var han bland annat ubåtsofficer med dykning som specialtjänst. Som chef för marinens första utbildning av attackdykare organiserade och ledde han många övningar i sabotage mot bland annat örlogsfartyg, radarstationer och broar och arbetade även med undervattensfotografering. Han deltog bland annat i krävande dykarkurser i de engelska och amerikanska marinerna och utförde prov på de flesta europeiska och amerikanska andningsapparater som fanns på marknaden.

### Dykningar kring regalskeppet Vasa
Fahlman var den första som dök ner till Regalskeppet Vasa med lättutrustning, även kallad grodmansutrustning. Tillsammans med dykaren Gunnar Lundborg tog han även det första undervattensfotografiet på skeppet.
När tidningen Se i november 1960 ville göra ett reportage om vraket Vasa så skickades marinens dykare Gösta Fahlman och Gunnar Lundborg ner för att fotografera skeppet. De hade med sig en stor plåtkon fylld med färskvatten för att genom den få friare sikt för att kunna se och fotografera Vasa. Där och då togs den första bildserien på Vasaskeppet.
Förutom att dyka vid Regalskeppet Vasa var Fahlman även med om att göra dykningar på Regalskeppet Riksäpplet och örlogsfartyget Gröne Jägaren varifrån han bärgade många föremål. Han deltog i omfattande sökningar efter och bärgningar av störtade flygplan.

### Familj
Gösta Fahlman var gift med Maud Fahlman, född Annhagen, och tillsammans fick de fyra döttrar.
Gösta Fahlman var kusin med piloten Birgit Thüring, född Fahlman.